# Тирсен
Тирсен је у грчкој митологији био проналазач трубе.

## Етимологија
Његово име има значење „из ограђеног града“.

## Митологија
Тирсен је емигрирао из Лидије у Тиренију у Италији, која је названа по њему, јер су га још називали и Тирен. Био је син Херакла и Омфале (или неке жене из Лидије) или (што је вероватније) Атиса и Калитеје или је био Телефов (и Хијерин) син. Био је Хегелејев отац. О њему су писали Паусанија, Херодот и други аутори.